# Совјетско-јапански погранични рат
Совјетско-јапански гранични сукоби, познати и као совјетско-јапански гранични рат, био је необјављени гранични сукоб који се водио између Совјетског Савеза и Јапана у североисточној Азији од 1932. до 1939.
Јапанска експанзија у региону североисточне Кине која се граничи са совјетским Далеким истоком и спорови око линије разграничења довели су до растућих тензија са Совјетским Савезом, при чему су обе стране често кршиле границу и међусобно се оптуживале за кршење границе. Совјети и Јапанци, укључујући њихове сателите Монголију и Манџукуо, борили су се у низу ескалирајућих малих граничних препуцавања и казнених експедиција од 1935. године до совјетско-монголске победе над Јапанцима у биткама на Калхин Голу 1939. године, што је решило спор и вратио границе статус куо анте беллум.
Совјетско-јапански гранични сукоби увелико су допринели потписивању совјетско-јапанског пакта о неутралности 1941. године.

## Позадина и почетак сукоба
Након јапанске инвазије на Манџурију 1931. године, честа су била кршења нејасно дефинисаних граница између Манџукуоа, Монголске народне републике и Совјетског Савеза. Већина њих је била неспоразума, али неки и намерних шпијунажа. Дана 1. марта 1932. године проглашена је Јапанска марионетска држава Манџуко. Између 1932. и 1934. године, према наводима Јапанске царске војске, догодила су се 152 гранична спора, углавном због тога што су Совјети сматрали да је неопходно прикупити обавештајне податке у Манџурији. Совјети су оптужили Јапанце за 15 случајева кршења границе, 6 упада у ваздух и 20 епизода „шпијунског шверца“ само 1933. године. Током наредних година обе стране су пријавиле стотине других прекршаја. Да ствар буде гора, совјетско-јапанска дипломатија и поверење још су више опали, с тим што су Јапанци отворено названи „фашистичким непријатељима“ на Седмом конгресу Коминтерне у јулу 1935.

## Мањи сукоби

### 1935
Почетком 1935. године догодила се прва пуцњава. Од тада до априла 1939. године, царска јапанска војска забележила је 108 таквих инцидената. 8. јануара 1935. године, први оружани сукоб, инцидент Халхамиао (哈爾哈 廟 事件, Харухабио јикен), догодио се на граници између Монголије и Манџукуа. Неколико десетина коњаника Монголске народне армије извршило је прекршај у Манџурији у близини неких спорних риболовних терена и ангажовало је патролну јединицу Манџукуо царске војске од 11 људи у близини будистичког храма у Халхамиау, коју је водио јапански војни саветник. Манџукуо војска претрпела је мање жртава, претрпевши 6 рањених и 2 мртва, укључујући јапанског официра. Монголи нису претрпели жртве и повукли су се када су Јапанци послали казнену експедицију да поврате спорно подручје. Послане су две моторизоване коњичке чете, митраљеска чета и вод танкета, који су три недеље заузимали тачку без отпора.
У јуну 1935. године Јапанци и Совјети су први пут директно разменили ватру када је јапанску патролу од 11 људи западно од језера Кханка напало 6 совјетских коњаника, наводно на територији Манџукуоана. У гарантованој ватри, један совјетски војник је убијен, а два коња су заробљена. Док су Јапанци тражили од Совјета заједничку истрагу тог питања, Совјети су одбили тај захтев.
У октобру 1935. године 9 јапанских и 32 Манџукуоанске граничне страже ангажовано је на постављању поставе, око 20 километара северно од Суифенха, када их је напала сила од 50 совјетских војника. Совјети су на њих отворили ватру из пушака и 5 тешких митраљеза. У сукобу који је уследио, погинула су 2 јапанска и 4 војника из Манџукуа, а још 5 је рањено. Манџукуански представник за спољне послове уложио је усмени протест код совјетског конзула у Суифенху. Квантунг војска царске јапанске војске такође је послала обавештајног официра да истражи место сукоба.
Дана 19. децембра 1935. године, војска јединице Манџукуоан која је учествовала у пројекту извиђања југозападно од језера Буир сукобила се са монголском странком, заробивши 10 војника. Пет дана касније, 60 монголских трупа које су превозили камиони напало је Манџукуанце и одбачено је, по цену 3 погинулих Манџукуана. Истог дана, код Брундерса, монголски војници покушали су да протерају снаге Манџукуоана три пута дневно, а затим поново ноћу, али сви покушаји су пропали. Још малих покушаја да се Манџукуои избаце из њихових предстражака догодило се у јануару, док су Монголи овог пута користили авионе за извиђање. Због доласка мале снаге јапанских трупа у три камиона, и ови покушаји су пропали уз неколико жртава на обе стране. Осим заробљених 10 затвореника, монголске жртве током ових сукоба нису познате.

### 1936
1936
У фебруару 1936. године потпуковник Сугимото Јасуо добио је наређење да формира одред из 14. коњичког пука и, према речима генерал-потпуковника Касаија Хеијура, „избацио спољно-монголске уљезе из регије Оланкхудук“. Сугимотов одред је укључивао коњичке пушке, тешке митраљезе и танкете. Против њега је било распоређено 140 Монголаца, опремљених тешким митраљезима и лаком артиљеријом. 12. фебруара, Сугимотови људи су успешно потиснули Монголе на југ, по цену 8 убијених, 4 рањена и 1 уништена танкета. Након овога, почели су да се повлаче, али их је напало 5-6 монголских оклопних аутомобила и 2 бомбардера, који су накратко пустошили јапанску колону. Ово је исправљено када је јединица добила артиљеријску подршку, омогућавајући јој уништавање или одвођење оклопних аутомобила.
У марту 1936. године догодио се инцидент са Таураном (タ ウ ラ ン 事件, Тауран јикен) (ја). У овој бици су и јапанска и монголска војска користиле мали број оклопних борбених возила и војних авиона. Инцидент у Таурану у марту 1936. догодио се као резултат напада 100 монголских и 6 совјетских трупа и окупације спорног села Тауран у Монголији, одвозећи притом мали манџурски гарнизон. Подржала их је прегршт лаких бомбардера и оклопних аутомобила, мада њихови бомбашки напади нису успели да нанесу никакву штету Јапанцима, а три од њих су оборили јапански тешки митраљези. Локалне јапанске снаге извршиле су контранапад изводећи десетине бомбашких напада на село и на крају га напавши са 400 људи и 10 танкета. Резултат је био монголски рат, убијено је 56 војника, укључујући 3 совјетска саветника, а непознати број је рањен. Јапански губици износили су 27 убијених и 9 рањених.
Касније у марту 1936. дошло је до још једног граничног сукоба, овог пута између Јапанаца и Совјета. Извештаји о кршењу границе навели су јапанску корејску војску да камионом пошаље десет људи на истрагу, али је сама ова странка упала у заседу од 20 совјетских војника НКВД-а распоређених на тачки 300 метара унутар територије на коју су Јапанци полагали право. Након претрпљених неколико жртава, јапанска патрола се повукла и за неколико сати одвела 100 људи као појачање, који су потом одвезли Совјете. Међутим, борбе су избиле касније током дана када је и НКВД довео појачање. До ноћи, борбе су престале и обе стране су се повукле. Совјети су се сложили да врате тела два јапанска војника који су погинули у борбама, што је јапанска влада оценила као охрабрујуће.
Почетком априла 1936. године, три јапанска војника убијена су у близини Суифенха, у једној од многих мањих и једва документованих изјава. Међутим, овај инцидент је био запажен тиме што су Совјети поново вратили тела погинулих војника.

### 1937

#### Инцидент на острву Канцхазу
У јуну 1937. године, инцидент на острву Канцхазу (乾 岔子 島 事件, Канцхазутоу јикен) (ја) догодио се на реци Амур на совјетско-манџукуо граници. Три совјетска топовњача прешла су средишњу линију реке, истоварила трупе и заузела острво Канцхазу (такође се пише „Канцхатзу“). Војници 1. дивизије ИЈА, користећи два артиљеријска оруђа коњске запреге од 37 мм, наставили су на брзину да постављају импровизована места пуцања и пунили пушке и експлозивним и оклопним гранатама. Гранатирали су Совјете, потопивши оловну топовњачу, осакативши другу, и одвезавши се са треће. Јапанске трупе су тада митраљезима пуцале на пливачке посаде потонулих бродова. У овом инциденту убијено је 37 совјетских војника; јапанске снаге нису претрпеле жртве. Јапанско Министарство спољних послова протестовало је и захтевало повлачење совјетских војника са острва. Совјетско руководство, очигледно шокирано излагањем и не желећи да ствари ескалирају, сложило се и евакуисало своје снаге.

#### Совјетско учешће у Кини
У јулу 1937. Јапанци су напали Кину започињући Други кинеско-јапански рат. Совјетско-јапанске односе захладила је инвазија и Михаил Калињин, совјетски шеф државе, рекао је америчком амбасадору у Москви истог месеца да је његова земља спремна за напад нацистичке Немачке на западу и Јапана на истоку. Током прве две године рата, Совјети су снажно помагали Кинезе, повећавајући напетост са Јапаном. Од октобра 1937. до септембра 1939. године, Совјети су снабдевали Кинезе 82 тенка, преко 1.300 артиљеријских оруђа, преко 14.000 митраљеза, 50.000 пушака, 1.550 камиона и трактора, као и муницију, опрему и залихе. Такође су обезбедили 3.665 војних саветника и добровољаца као део совјетске добровољачке групе. 195 од ових људи, готово сви официри, погинули су у борби против јапанских снага. Помоћ великих размера престала је крајем совјетско-јапанских граничних сукоба.

## Ратне операције

### Битка код језера Хасан
Битка код језера Кхасан (29. јула − 11. августа 1938), такође позната и као „инцидент Чангкуфенг“ (кинески: 张 鼓 峰 事件; пињин: Зханггуфенг Схијиан, јапански изговор: Чокохо Јикен) у Кини и Јапану, била је покушај војног упада из Манџукуа (од стране Јапанаца) на територију на коју је полагао право Совјетски Савез. Овај упад заснован је на уверењу јапанске стране да је Совјетски Савез погрешно протумачио демаркацију границе на основу Пекиншке конвенције између бивше царске Русије и кинеске династије Кинг (и накнадних додатних споразума о разграничењу), и даље, да су ознаке разграничења подметане. Јапанска 19. дивизија избацила је совјетски гарнизон из оспораваног подручја и одбила бројне контранападе надмоћно бројнијих и тешко наоружаних совјетских снага. Обе стране су претрпеле велике губитке, мада су совјетске жртве биле готово три пута веће од јапанских и изгубиле су десетине тенкова. Сукоб је дипломатски решен 11. августа, када је јапански амбасадор у Москви затражио мир. Јапанске трупе повукле су се сутрадан, а Совјети су поново заузели сада празно подручје.

### Битка на Халкин Голу
Битка на Халкин Голу, понекад се пише Халхин Гол или Халкин Гол након што је река Халха пролазила кроз ратиште и у Јапану позната као Номонхански инцидент (после оближњег села на граници између Монголије и Манџурије), била је одлучујућа битка непријављеног Совјетско-јапанског граничног рата. Након низа препуцавања у мају и јуну 1939. године, инцидент је прерастао у низ сукоба у којима су обе стране размештале снаге величине трупа, мада су Совјети поново били много бројнији и теже наоружани од Јапанаца. Била су три главна ангажмана:
Почетни јапански напад у јулу (2.–25. јула), имао је за циљ да уништи материјално и бројчано надмоћније Совјете. Совјети су претрпели веома велике губитке у поређењу са Јапанцима, а Јапанци су остварили мање добитке, али тврдоглави отпор и оклопни контраудар зауставили су јапански напад. Следећих неколико недеља нагло је заглибило са мањим окршајима. Неуспели совјетски сондирни напади почетком августа (7./8. и 20. августа) који су враћени без добитака и значајних жртава. У међувремену између ове три фазе, Совјети су изградили своје снаге, док је Јапанцима то било забрањено из страха од ескалације сукоба.
Успешна совјетска контраофанзива крајем августа на Номонхан са потпуно изграђеним снагама које су опколиле остатке 23. дивизије и до 31. августа уништиле све јапанске снаге на совјетској страни реке.
У овом ангажману Совјети и Монголи су победили Јапанце и протерали их из Монголије.
Совјетски Савез и Јапан договорили су се о прекиду ватре 15. септембра, који је ступио на снагу наредног дана. Без пријетње на совјетском Далеком истоку, Стаљин је наставио са совјетском инвазијом на Пољску 17. септембра.

## Совјетско-јапански пакт о неутралности
Као резултат јапанског пораза код Халкин Гола, Јапан и Совјетски Савез потписали су совјетско-јапански Пакт о неутралности 13. априла 1941. године, који је био сличан немачко-совјетском пакту о ненападању из августа 1939.
Касније 1941. године Јапан ће размотрити кршење пакта када је нацистичка Немачка напала Совјетски Савез у операцији Барбароса, али донели су пресудну одлуку да га задрже и да уместо тога наставе да се фокусирају на југоисточну Азију. За ово се говорило да је великим делом заслуга битке код Халкин Гола. Тамошњи пораз изазвао је да се Јапан не удружи са Немачком против Совјетског Савеза, иако су Јапан и Немачка биле део Тројног пакта. 5. априла 1945. Совјетски Савез је једнострано отказао пакт о неутралности, напомињући да неће обновити уговор када је истекао 13. априла 1946. Четири месеца касније, пре истека пакта о неутралности, а између атомских бомбашких напада Хирошиме и Нагасакија, Совјетски Савез је објавио рат Јапану, потпуно изненадивши Јапанце. Совјетска инвазија на Манџурију покренута је један сат након објаве рата.

## Портрет у медијима
Борбе између Јапана и Совјетског Савеза на почетку Другог светског рата играју кључну улогу у јужнокорејском филму Мој пут, у којем се јапански војници (укључујући Корејце у јапанској служби) боре, а Совјети их заробљавају и присиљавају да се боре за њих.